# جورج ستيجلر
ولد جورج ستجلر (George J. Stigler) في سياتل بولاية واشنطن في عام 1911 من أصول نمساوية ومجرية والتحق بجامعة شيكاغو في 1938، حيث التقى بثلاثة من علماء الاقتصاد فرانك فارسو ويعقوب فينر وهنري سايمونز وتأثر بكل من دبليو الين واليس وميلتون فريدمان وعمل في شيكاغو في الاقتصاد والإدارة والتفاعل الثقافي.
وبالرغم من أن القضايا المركزية في عام 1930، كانت مختلفة تماما عن تلك في أوقات لاحقة. وفي عام 1936، بدأ التدريس في كلية ولاية أيوا حيث كان ت دبليو شولتز الرئيس وبعد عامين ذهب إلى جامعة مينيسوتا بوصفها عضوا في مجموعة البحوث الإحصائية بجامعه كولومبيا. وبعد الحرب عاد إلى ولاية مينيسوتا وسرعان ما انتقل إلى جامعة براون، وبعد ذلك بسنة انتقل إلى جامعة كولومبيا وبقى بها من عام 1947 حتى عام 1958 والتقى في مركز الدراسات المتقدمة في العلوم السلوكية مع كينيث ارو وميلتون فريدمان وملفين ريدر وروبرت سولو. وفي 1958، جاء إلى شيكاغو ومكث بها.
في عام 1946 نشر عمل عن البرمجة الخطية (تكاليف الإقامة التي تحل المشكلة الوحيدة تقريبا مع جورج دانتزيج في الأربعينيات وبدأ العمل التجريبي على نظرية الأسعار وبدءا من«اختبار منحنى الطلب الملتوي واحتكار القلة: نظرية صلبة الأسعار» وفي الخمسينات اقترح طريقة تحديد كفاءه أحجام المشاريع وعمل على تسليم الثمن بنظم التكامل الرأسي ومواضيع مماثلة وعمل بالمكتب الوطني للابحاث الاقتصادية حيث عمل في صناعات الخدمات في مجال الإنتاج والعمالة ثم كتب عن الأفراد العلميين مع ديفيد فراغ عن رؤوس الأموال ومعدلات العائد في التصنيع وعلى سلوك الأسعار الصناعية مع جيمس كيندا هل الذي كان أيضا تحت رعاية المكتب. بلغ الاهتمام ذروته في اقتصاد المعلومات عام 1961، ثم قدم دراسة توسيع نطاق هذا التحليل إلى السلوك السياسي وكان ذلك في الستينات حيث بدأ في الدراسة التفصيلية الأنظمة العامة. وتوفى في 1 ديسمبر 1991.

## روابط خارجية
- جورج ستيجلر على موقع الموسوعة البريطانية (الإنجليزية)
- جورج ستيجلر على موقع مونزينجر (الألمانية)
- جورج ستيجلر على موقع إن إن دي بي (الإنجليزية)